# Vad (Russia)
Vad (in russo Вад?) è un villaggio della Russia europea centro-orientale, nell'oblast' di Nižnij Novgorod, centro amministrativo del rajon Vadskij.
Si trova sul fiume Vadok (un affluente della P'jana), 100 km a sud-sud-est di Nižnij Novgorod e 30 km a nord-est della città di Arzamas.